# سالوادور ناوارو
سالوادور ناوارو (انگلیسی: Salvador Navarro؛ زاده ۸ ژانویهٔ ۱۹۷۷) یک تنیس‌باز اهل اسپانیا است.